# Петербургский театральный журнал
«Петербургский театральный журнал» — российский журнал о театре. Выпускается с 1992 года. Бессменным главным редактором является Марина Дмитревская.

## О журнале
Журнал был основан группой молодых критиков во главе Мариной Дмитревской, которая стала главным редактором, а позднее и директором издания. По словам Дмитревской, журнал ориентирован «на профессионалов и гуманитарно развитых зрителей». Изначально издание было ориентировано на спектакли петербургских театров и работу выучеников петербургской театральной школы за пределами Петербурга, однако в дальнейшем стало общероссийским, уделяя большое внимание театральной жизни всей страны, не разделяя театральный процесс на столичный и провинциальный. С 2004 года журнал является учредителем и организатором фестиваля «Пять вечеров» имени Александра Володина. В 2003 году журнал стал лауреатом премии «Петрополь». В 2016 году издание оказалось под угрозой закрытия из-за прекращения государственного финансирования.